# Jan Hörl
Jan Hörl (* 16. Oktober 1998 in Schwarzach im Pongau) ist ein österreichischer Skispringer. Sein bisher größter Erfolg ist der Olympiasieg im Mannschaftsspringen bei den Olympischen Winterspielen 2022 in Peking.

## Werdegang
Jan Hörl startete ab 2014 regelmäßig im Alpencup der Skispringer. In dieser Wettbewerbsserie gelangen ihm bis Februar 2018 insgesamt drei Tagessiege: Am 13. und 14. Jänner 2018 in Hinterzarten sowie am 18. Februar 2018 im slowenischen Kranj. Zuvor hatte er an den Nordischen Junioren-Skiweltmeisterschaften 2018 in Kandersteg teilgenommen. Dort belegte er zunächst am 1. Februar 2018 im Einzelwettkampf von der Normalschanze den fünften Rang. Anschließend konnte er mit Silber im Teamwettbewerb der Herren zusammen mit Mika Schwann, Maximilian Lienher und Clemens Leitner und Bronze im Mixed-Team mit Claudia Purker, Sophie Mair und Leitner zwei Medaillen gewinnen.
Am 3. März 2018 gab er im norwegischen Rena sein Debüt im Skisprung-Continental-Cup mit einem 31. Platz im Wettkampf von der Großschanze. Im Skisprung-Grand-Prix 2018 erreichte er den 54. Platz der Gesamtwertung. Am 3. Jänner 2019 konnte er sich in Innsbruck im Rahmen der 67. Vierschanzentournee als Mitglied der sogenannten „nationalen Gruppe“ erstmals für einen Wettkampf des Skisprung-Weltcups qualifizieren. In diesem einen Tag später stattfindenden Springen erzielte er als 29. auf Anhieb seine ersten Weltcuppunkte. Am 19. Jänner 2019 nahm er mit dem österreichischen Team am Teamwettkampf in Zakopane teil und erreichte zusammen mit Daniel Huber, Michael Hayböck und Stefan Kraft als Zweiter seine erste Podiumsplatzierung im Weltcup. Seine bisher beste Platzierung bei einem Einzelspringen erreichte er am 27. Jänner 2019 im japanischen Sapporo mit dem 15. Platz. Bei den Weltmeisterschaften 2019 in Seefeld in Tirol wurde er für den Wettkampf von der Normalschanze nominiert und erreichte dort den 44. Platz.
Bei den Nordischen Skiweltmeisterschaften 2021 in Oberstdorf wurde er auf der Großschanze Zehnter im Einzel und im Mannschaftswettbewerb holte er zusammen mit Philipp Aschenwald, Daniel Huber und Stefan Kraft die Silbermedaille. Am 5. Dezember 2021 feierte Hörl seinen ersten Weltcupsieg im polnischen Wisła vor dem Norweger Marius Lindvik und seinem Landsmann Stefan Kraft. Bei den Olympischen Winterspielen 2022 in Peking wurde er im österreichischen Team gemeinsam mit Stefan Kraft, Daniel Huber und Manuel Fettner Olympiasieger im Mannschaftswettbewerb von der Großschanze. In den Einzelwettbewerben wurde er 19. auf der Normal- und Neunter auf der Großschanze.
Bei den Europaspielen 2023 gewann Hörl mit Marita Kramer, Jacqueline Seifriedsberger und Daniel Tschofenig die Goldmedaille im Mixed-Team sowie jeweils auf der Normal- und der Großschanze die Silbermedaille.
Jan Hörl ist aktiver Sportler des Heeressportzentrums des Österreichischen Bundesheers. Als Heeressportler trägt er derzeit den Dienstgrad Gefreiter.

## Erfolge

### Weltcupsiege im Einzel
| Nr. | Datum             | Ort         | Typ         |
| --- | ----------------- | ----------- | ----------- |
| 01. | 5. Dezember 2021  | Wisła       | Großschanze |
| 02. | 3. Jänner 2024    | Innsbruck   | Großschanze |
| 03. | 3. März 2024      | Lahti       | Großschanze |
| 04. | 24. November 2024 | Lillehammer | Großschanze |
| 05. | 21. Dezember 2024 | Engelberg   | Großschanze |

### Weltcupsiege im Team
| Nr. | Datum             | Ort           | Typ         |
| --- | ----------------- | ------------- | ----------- |
| 01. | 23. November 2019 | Wisła         | Großschanze |
| 02. | 16. Jänner 2021   | Zakopane      | Großschanze |
| 03. | 4. Dezember 2021  | Wisła         | Großschanze |
| 04. | 9. Jänner 2022    | Bischofshofen | Großschanze |
| 05. | 26. Februar 2022  | Lahti         | Großschanze |
| 06. | 25. März 2023     | Lahti         | Großschanze |
| 07. | 1. April 2023     | Planica       | Flugschanze |
| 08. | 20. Jänner 2024   | Zakopane      | Großschanze |
| 09. | 18. Jänner 2025   | Zakopane      | Großschanze |
| 10. | 29. März 2025     | Planica       | Flugschanze |

### Grand-Prix-Siege im Team
| Nr. | Datum              | Ort    | Typ                 |
| --- | ------------------ | ------ | ------------------- |
| 01. | 18. September 2022 | Râșnov | Normalschanze Mixed |

### Continental-Cup-Siege im Einzel
| Nr. | Datum             | Ort  | Typ         |
| --- | ----------------- | ---- | ----------- |
| 01. | 19. Dezember 2020 | Ruka | Großschanze |

## Statistik

### Weltcup-Platzierungen
| Saison  | Platz | Punkte |
| ------- | ----- | ------ |
| 2018/19 | 043.  | 0053   |
| 2019/20 | 027.  | 0210   |
| 2020/21 | 039.  | 0082   |
| 2021/22 | 009.  | 0662   |
| 2022/23 | 013.  | 0639   |
| 2023/24 | 004.  | 1140   |
| 2024/25 | 002.  | 1652   |

### Grand-Prix-Platzierungen
| Saison | Platz | Punkte |
| ------ | ----- | ------ |
| 2018   | 054.  | 0020   |
| 2020   | 022.  | 0021   |
| 2021   | 003.  | 0225   |
| 2022   | 017.  | 0076   |
| 2023   | 032.  | 0072   |
| 2024   | 005.  | 0249   |

### Continental-Cup-Platzierungen
| Saison  | Platz | Punkte |
| ------- | ----- | ------ |
| 2018/19 | 100.  | 0043   |
| 2019/20 | 081.  | 0074   |
| 2020/21 | 022.  | 0260   |

## Privates
Hörl wuchs gemeinsam mit seiner Schwester Jessica in Schwarzach im Pongau auf. Am 12. April 2025 heiratete er seine Freundin Tanja in Salzburg.